# PTRD-41
Protitanková puška PTRD byla navržena konstruktérem Vasilijem Alexejevičem Děgťarjovem v roce 1941. Stalin rozkázal vytvořit levnou a účinnou protitankovou zbraň, a za rekordních 22 dní měl hotovo Děgťjarjov i Simonov. PTRD i PTRS byly zařazeny do výzbroje Rudé armády stejný den, 29. srpna 1941. Zbraň využívala nově vyvinutý náboj ráže 14,5 mm s ocelovým jádrem, který dokázal probít 25 mm pancíř na vzdálenost 500 metrů. Od roku 1941 byl zaveden náboj s wolframovým jádrem, který dosahoval vyšší rychlosti a měl lepší průbojnost. Uvádí se, že na vzdálenost 300 metrů dokázal prorazit 40 mm silný pancíř, pokud projektil dopadl kolmo na objekt. Protitanková puška PTRD byla s úspěchem používána proti německé technice, která měla slabší pancéřování (obrněná vozidla, tanky starší generace). Proti novějším německým tankům však byly v čelním boji neúčinné, proto bylo střelcům doporučováno, aby stříleli do pásů nebo z boku či zezadu pod věž, do prostoru motoru a palivových nádrží, na hnací kola, zaměřovače či periskopy.V pozdějším období války byla ale dále s úspěchem používána proti lehce pancéřovaným cílům, autům, k likvidování kulometných hnízd či dokonce proti letadlům.
Protitanková puška PTRD byla jednoranná, což bylo oproti protitankové pušce typu PTRS její jedinou nevýhodou. Typ PTRD byl spolehlivější, jednodušší, méně náročný na údržbu. 

## Popis zbraně
PTRD je opakovací puška s otočným odsuvným závěrem, závěr je uzamčen pomocí dvojice uzamykacích ozubů na čele závěru. Zbraň je sice jednoranná bez zásobníku, ale použitím důmyslné konstrukce, využívající zpětného rázu dochází po každém výstřelu k automatickému vyhození prázdné nábojnice a vystavení závěru v zadní poloze. Mířidla jsou umístěna mimo osu hlavně na levé straně, tak aby hlava střelce byla dále od zbraně a nepřišla do kontaktu s pohybujícím se závěrem po výstřelu. Zbraň je vybavena úsťovou brzdou pro tlumení zpětného rázu, Dvojnožkou, kterou je možné sklopit směrem dozadu a transportní rukojetí.

### Popis funkce
Po výstřelu koná zákluz hlaveň se závěrem proti ramenní opěrce, ve které se nachází pružinový doraz. Ten jednak tlumí zpětný ráz a zadruhé tlačí po skončení zpětného rázu vpřed hlaveň. Ramenní opěrka, která tvoří jeden celek se spoušťovým ústrojím má na pravé straně kulisu, do které při zpětném rázu naráží napínací páka závěru a je tak nazvednuta. Tím dochází k pootočení závěru a jeho odemčení. Závěr dál pokračuje směrem vzad díky zpětnému rázu, dochází zároveň k natažení úderníku a vyhození prázdné nábojnice vyhazovacím otvorem na spodní straně zbraně. Zbraň je tak připravena pro další výstřel se závěrem v zadní pozici a stačí pouze vložit nový náboj do komory otvorem na horní straně zbraně.